# Мялица, Анатолий Константинович
Анато́лий Константи́нович Мя́лица (23 октября 1940 — 5 апреля 2021) — советский и украинский руководитель машиностроения. Генеральный директор Харьковского государственного авиационного производственного предприятия. Герой Украины (1999).

## Биография
Родился 23 октября 1940 года в с. Борзя Борзинского района Читинской области в семье кадрового военнослужащего-авиатора.
В 1947 году семья переехала к месту службы отца на станцию Насосная Азербайджанской ССР. Здесь в 1957 году Анатолий окончил среднюю школу.
Работал слесарем, авиационным механиком, инженером летно-испытательной станции 210-го авиационного ремонтного завода (ст. Насосная).
Член КПСС с 1962 года.
В 1966 году окончил Харьковский авиационный институт: специальность — самолетостроение, квалификация — инженер-механик (ныне — Национальный аэрокосмический университет им. Н. Е. Жуковского «Харьковский авиационный институт»).
- В 1967 году поступил на Харьковский авиационный завод, где прошёл путь от технолога до генерального директора предприятия:
  - с 1980 — заместитель главного инженера;
  - с 1985 — генеральный директор.
- В 1989−1990 — прошёл годичное обучение в Академии народного хозяйства при Совете министров СССР.
- В 1990−1991 — первый секретарь Харьковского обкома Компартии Украины.
- Член ЦК КПСС (1990—1991).
- В 1991 — заместитель генерального директора по внешнеэкономическим связям Харьковского авиационного завода.
- С 20 июня 1996 — генеральный директор Харьковского государственного авиационного производственного предприятия.
- 11 июня 2002 − 11 января 2004 — министр промышленной политики Украины.
- В мае 2004 − феврале 2005 — советник премьер-министра Украины.
- С 2005 — генеральный директор Государственной самолетостроительной корпорации «Национальное объединение „Антонов“».
- С марта 2007 по декабрь 2008 — член правления концерна «Авиация Украины».
- С апреля 2008 по 2015 гг. — генеральный директор Харьковского государственного авиационного производственного предприятия.
- С 2015 — советник генерального директора ХГАПП.

## Награды и звания
- Герой Украины (с вручением ордена Державы; 30.12.1999 — за выдающиеся заслуги перед Украинским государством в развитии отечественного самолетостроения, весомый личный вклад в создание и освоение серийного производства самолета Ан-140).
- Лауреат Государственной премии СССР (1983).
- Заслуженный машиностроитель Украины (1997).
- Почётный профессор ХАИ.